# Barranc de Sant Martí (Claverol)
El barranc de Sant Martí és un barranc afluent de la Noguera Pallaresa. Discorre íntegrament pel terme de Conca de Dalt, al Pallars Jussà, en el territori dels antics municipis de Claverol i Hortoneda de la Conca. Rep el nom del poble de Sant Martí de Canals.
Es forma a llevant del poble de Sant Martí de Canals, sota el Tossal de Montserè, a l'extrem nord de la Serra de Pessonada, dins de l'extens paratge de Sant Vicent. De primer, davalla cap al nord-oest, però aviat gira cap a l'oest i després cap al sud-oest, passant al nord de Sant Martí de Canals, on troba la Font de Davall.
S'aboca en la Noguera Pallaresa dins del pantà de Sant Antoni, al nord de la Casa de la Manduca, just al costat de la cruïlla de la carretera que mena a Sant Martí de Canals i Pessonada, a la partida de Sarransot.